# Paulina Malinowska-Kowalczyk
Paulina Małgorzata Malinowska-Kowalczyk (ur. 6 lutego 1973 w Bielsku-Białej) – polska dziennikarka i tłumaczka. W latach 2019–2025 doradczyni prezydenta RP Andrzeja Dudy.

## Życiorys
Jest absolwentką Katedry Iberystyki Uniwersytetu Warszawskiego z 2000 oraz studiów podyplomowych na kierunku Komunikacja Społeczna i Media w Instytucie Badań Literackich Polskiej Akademii Nauk z 2001. W latach 1998–2010 pracowała jako tłumaczka filmowych list dialogowych (między innymi przy serialu Kot Ik!), jednocześnie od 1998 do 2019 będąc nauczycielką języków angielskiego i hiszpańskiego (uczyła w Gimnazjum Społecznym w Milanówku). W latach 2002–2017 jako dziennikarka związana była z Telewizją Polską, gdzie współtworzyła i prowadziła szereg programów poświęconych problematyce społecznej i sportowi osób z niepełnosprawnością w tym między innymi Spróbujmy Razem, Droga do Aten, Ekspres Paraolimpijski, Studio Pekin 2008, Człowiek wśród Ludzi, Kronika paraolimpijska Soczi 2014, zaś na antenie TVP Sport przez dziesięć lat prowadziła program poświęcony sportowi paraolimpijskiemu i aktywności osób niepełnosprawnych pt. Pełnosprawni. W 2003 Paulina Malinowska-Kowalczyk była także rzeczniczką obchodów Europejskiego Roku Osób Niepełnosprawnych w TVP.
Była również polską korespondentką z letnich i zimowych igrzysk paraolimpijskich: Ateny 2004, Pekin 2008, Vancouver 2010, Londyn 2012, Soczi 2014, Rio de Janeiro 2016 i Pjongczang 2018, jednocześnie w 2004 współtworząc Kampanię Paraolimpijską Ateny 2004, a w 2014 piastując funkcję attaché prasowego reprezentacji Polski podczas igrzysk paraolimpijskich w Soczi.
Od września 2017 piastuje funkcję rzeczniczki prasowej Polskiego Komitetu Paralimpijskiego, zaś w lipcu 2019 została powołana przez prezydenta Andrzeja Dudę na doradcę prezydenta ds. osób z niepełnosprawnością. 5 marca 2020 została powołana przez minister sportu Danutę Dmowską-Andrzejuk w skład Społecznej Rady Sportu i wybrana jej wiceprzewodniczącą. 5 sierpnia 2025 zakończyła pełnienie funkcji doradcy Prezydenta RP.
W 2013 została laureatką tytułu Lady D. im. Krystyny Bochenek w kategorii życie zawodowe; przyznawanego przez polskich parlamentarzystów. W tym samym roku znalazła się w gronie 15 półfinalistów XI edycji konkursu „Człowiek bez barier”. W 2017 znalazła się na Liście mocy – 100 najbardziej wpływowych Polek i Polaków z niepełnosprawnością przygotowanej przez Stowarzyszenie Przyjaciół Integracji. W 2019 otrzymała Nagrodę Specjalna w 17. edycji Konkursu „Człowiek bez barier” organizowanego przez Stowarzyszenie Przyjaciół Integracji oraz wyróżnienie w konkursie „Lodołamacze” w kategorii „Dziennikarz bez barier”. 8 marca 2020 otrzymała nagrodę Międzynarodowego Komitetu Paraolimpijskiego „IPC 2020 International Women’s Day Recognition” przyznawaną kobietom, który w sposób szczególny wpłynęły na rozwój ruchu paraolimpijskiego (nagroda w kategorii „Builder”).
W wieku 11 lat zachorowała na nowotwór kości.

## Odznaczenia
W 2021 odznaczona Krzyżem Kawalerskim Orderu Odrodzenia Polski.